# Закон о равенстве
Закон о равенстве (англ. Equality Act) — законопроект Конгресса США, который, в случае принятия, внесёт поправки в Закон о гражданских правах (включая разделы II , III , IV , VI , VII и IX), запрещающие дискриминацию по признаку пола, сексуальной ориентации и гендерной идентичности в трудоустройстве, поиске или продаже жилья, общественных местах, образовательных учреждениях, предоставлении кредита, юридических услугах и в социальных программах, финансируемых из федерального бюджета. В отличие от решения Верховного суда по делу Босток против округа Клейтон, который защищает ЛГБТ-граждан только в вопросах трудоустройства, Закон о равенстве защитит все права этой социально-уязвимой группы. 
Также Закон о равенстве расширит существующую защиту гражданских прав цветных людей, запретив дискриминацию в большинстве общественных мест, включая выставки, продуктовые магазины и транспорт.
Подобно решению по делу Босток против округа Клейтон, Закон о равенстве даёт широкое определение дискриминации по признаку пола, включая сексуальную ориентацию и гендерную идентичность, добавляя беременность, роды или связанное с этим заболевание человека, а также гендерные стереотипы. Законопроект также определяет, что это включает интерсекс-людей.
Хотя различные подобные законопроекты предлагались с 1970-х годов, нынешняя версия Закона о равенстве была впервые предложена на 114-м Конгрессе. Во время 116-го Конгресса он был принят Палатой представителей 17 мая 2019 года в результате двухпартийного голосования 236–173. Тем не менее, Сенат не отреагировал на законопроект после его получения; даже если бы они это сделали, тогдашний президент Дональд Трамп дал понять, что наложил бы на него вето. 18 февраля 2021 года закон был вновь внесен в 117-й Конгресс. Палата представителей приняла закон 224–206 25 февраля 2021 года при поддержке трёх республиканцев. Затем законопроект был передан на рассмотрение в Сенат.

## Цель и содержание
По состоянию на 2020 год 29 штатов не объявили дискриминацию в отношении ЛГБТ вне закона, при этом члены ЛГБТ-сообщества практически не получали защиты на национальном уровне, а две трети ЛГБТ-американцев в Соединённых Штатах сообщили, что сталкивались с дискриминацией в своей личной жизни или подвергались ей. Закон о равенстве направлен на юридическую защиту людей от такой дискриминации, применяя существующие государственные законы против дискриминации ЛГБТ по всей стране.
Закон о равенстве стремится включить защиту от дискриминации ЛГБТ в федеральный закон о гражданских правах. В частности, он запрещает дискриминацию по признаку пола, сексуальной ориентации, гендерной идентичности и интерсексуальности в самых разных областях.
Согласно тексту закона, представленному на 117-м Конгрессе, дискриминация государства по признаку сексуальной ориентации или гендерной идентичности нарушает пункт о равной защите Четырнадцатой поправки, в котором говорится:
Дискриминация со стороны государственных и местных органов власти на основании сексуальной ориентации или гендерной идентичности при приеме на работу, жилье и в общественных помещениях, а также в программах и мероприятиях, получающих федеральную финансовую помощь, нарушает пункт о равной защите Четырнадцатой поправки к Конституции Соединенных Штатов. Во многих случаях такая дискриминация также нарушает другие конституционные права, такие как права на свободу и неприкосновенность частной жизни в соответствии с положением о надлежащей правовой процедуре Четырнадцатой поправки.

## История

### Ранняя история (1970—1990 годы)
Первоначальный Закон о равенстве был разработан членами Палаты представителей Беллой Абзуг (штат Нью-Йорк) и Эдом Кочем (штат Нью-Йорк) в 1974 году. Он включал запрет на дискриминацию по признаку пола, сексуальной ориентации и семейного положения в вопросах продажи жилья, его аренде, финансировании и брокерских услугах. Законопроект санкционировал гражданские иски Генерального прокурора Соединенных Штатов в случаях дискриминации по признаку пола, сексуальной ориентации или семейного положения в общественных учреждениях и государственных образованиях. 27 июня 1974 г. законопроект был передан в комитет Палаты представителей по судебной власти, но не приступил к голосованию в полном составе.
В 1994 году был принят более узкий антидискриминационный закон при приеме на работу, но он столкнулся с возражением по поводу того, будут ли защищены трансгендерные американцы. Расширенная версия, которая включала как сексуальную ориентацию, так и трансгендерных людей, была принята Сенатом в 2013 году, но не получила продвижения в Палату представителей.

### Дело Босток против округа Клейтон
15 июня 2020 года Верховный суд США постановил, что Раздел VII Закона о гражданских правах запрещает дискриминацию геев и трансгендеров при приеме на работу. Защитники прав ЛГБТК приветствовали решение и подтвердили поддержку принятия Закона о равенстве, заявив, что постановление касается только занятости, а во многих штатах представители ЛГБТК по-прежнему не имеют защиты от дискриминации.

## Общественное мнение
Опрос Reuters/Ipsos, проведенный в мае—июне 2019 года, показал, что большинство американцев не знают, что ЛГБТ не защищены государством. Только треть респондентов знала, что такой защиты не существует на основе трансгендерной идентичности, и только четверть знала, что ее не существует на основе гомосексуальной и бисексуальной ориентаций.
Общенациональный опрос по этому вопросу, проведенный в течение 2017 года Институтом исследования общественной религии в рамках его ежегодного исследования, показал, что 70% американцев поддерживают законы, защищающие ЛГБТ-людей против дискриминации, при этом 23% выступали против таких законов, а 8% было безразлично. Опрос PRRI 2020 года показал, что 83% американцев поддерживают такие антидискриминационные законы, особенно в отношении дискриминации в сфере занятости, жилья и общественных помещений, 16% американцев выступают против таких законов. Антидискриминационные законы поддерживают 94% демократов, 85% независимых и 68% республиканцев.
Опрос, проведенный Квиннипэкским университетом в апреле 2019 года, показал, что 92% американских избирателей считают, что работодателям нельзя разрешать увольнять кого-либо на основании их сексуальной ориентации или сексуальной идентичности, и только 6% считают, что работодателям следует разрешить это делать. Широкий консенсус по этому вопросу был обнаружен как среди избирателей-демократов, так и среди избирателей-республиканцев, а также среди независимых, хотя избиратели-демократы несколько чаще считали, что этот вид дискриминации должен быть незаконным, и только 1% из них считали, что работодатели имеют право уволить кого-либо на основании его сексуальной ориентации или сексуальной идентичности.

## Поддержка и оппозиция
Закон о равенстве поддерживают более 547 национальных, государственных и местных организаций. К ним относятся национальные организации, связанные с правами человека и социальной справедливостью, такие как Американский союз гражданских свобод, Антидиффамационная лига, GLSEN, Кампания за права человека, Human Rights Watch, Southern Poverty Law Center, Lambda Legal, навахо-нейшн, Национальная организация женщин, NAACP и AARP.
Поддерживающие организации включают национальные профессиональные организации, такие как Американская психологическая ассоциация, Американская медицинская ассоциация, Американская ассоциация консультирования, Американская федерация учителей, Американская ассоциация юристов и Американская академия психологии и педиатрии, а также Национальный родительский комитет.
Призывая к принятию законопроекта в 2016 году, икона гражданских прав Джон Льюис сказал: «Этот закон — это то, чего требует справедливость. Этот закон — это то, чего требует справедливость к равному правосудию перед законом... Мы слишком упорно и долго боролись против дискриминации по признаку расы и цвета кожи, чтобы не противостоять дискриминации по признаку сексуальной ориентации и гендерной идентичности».
Закон поддержали по меньшей мере 503 американских предприятия и Торговая палата США. К ним относятся технологические компании, такие как Apple, Google, Microsoft, Amazon, eBay, IBM, Facebook, Airbnb, Twitter, Intel, Red Hat и Netflix. Другие компании, поддерживающие закон, включают 3M, Kellogg's, Visa, Starbucks, Mastercard, Johnson & Johnson, Аляска Эйрлайнз и Американ Эйрлайнз.
Кроме того, многие знаменитости выразили свою поддержку Закону о равенстве и призвали Конгресс принять его. К ним относятся Александра Биллингс, Карамо Браун, Глория Кальдерон Келлетт, Чарли Карвер, Макс Карвер, Найл ДиМарко, Салли Филд, Марша Гей Харден, Дастин Лэнс Блэк, Джейми Ли Кёртис, Джейн Линч, Джастина Мачадо, Адам Риппон, Тейлор Свифт, Белла Торн и Джесси Тайлер Фергюсон.

## Позиция президентов

### Барак Обама
Президент Обама и вице-президент Байден поддержали Закон о равенстве, когда он был впервые представлен на 114-м Конгрессе США.

### Дональд Трамп
Администрация Трампа выступила против Закона о равенстве. В августе 2019 года Белый дом выступил с заявлением: «Администрация Трампа категорически против любой дискриминации и поддерживает равное обращение со всеми; однако принятый Палатой представителей законопроект в его нынешнем виде наполнен ядовитыми пилюлями, которые угрожают подорвать родительские права и права совести».

### Джо Байден
Президент Байден и вице-президент Харрис являются ярыми защитниками Закона о равенстве, опубликовав заявление Белого дома: «Я аплодирую конгрессмену Дэвиду Чичиллине и всему собранию Конгресса по вопросам равенства за вчерашнее представление Закона о равенстве в Палате представителей, и я призываю Конгресс быстро принять этот исторический закон. К каждому человеку следует относиться с достоинством и уважением, и этот законопроект представляет собой важный шаг к тому, чтобы Америка соответствовала нашим основополагающим ценностям равенства и свободы для всех».

## Законодательная история
| Конгресс | Краткое название законопроекта | Номер(а) законопроекта | Дата введения   | Автор(ы)        | Соавторы | Текущий статус                           |
| -------- | ------------------------------ | ---------------------- | --------------- | --------------- | -------- | ---------------------------------------- |
| 114-й    | Закон о равенстве 2015 года    | H.R. 3185              | 23 июля 2015    | Дэвид Чичиллине | 178      | Не прошёл                                |
| 114-й    | Закон о равенстве 2015 года    | S. 1858                | 23 июля 2015    | Дэвид Чичиллине | 42       | Не прошёл                                |
| 115-й    | Закон о равенстве 2017 года    | H.R. 2282              | 2 мая 2017      | Дэвид Чичиллине | 198      | Не прошёл                                |
| 115-й    | Закон о равенстве 2017 года    | S. 1006                | 2 мая 2017      | Джефф Мёркли    | 47       | Не прошёл                                |
| 116-й    | Закон о равенстве 2019 года    | H.R. 5                 | 13 марта 2019   | Дэвид Чичиллине | 240      | Прошёл в Палату представителей (236—173) |
| 116-й    | Закон о равенстве 2019 года    | S. 788                 | 13 марта 2019   | Джефф Мёркли    | 46       | Не прошёл                                |
| 117-й    | Закон о равенстве 2021 года    | H.R. 5                 | 18 февраля 2021 | Дэвид Чичиллине | 224      | Прошёл в Палату представителей (224—206) |
| 117-й    | Закон о равенстве 2021 года    | S. 393                 | 23 февраля 2021 | Джефф Мёркли    | 48       | Передан в судебный комитет Конгресса     |